# بيرديس، ميناس جيرايس
بيرديس بلدية في ولاية ميناس جيرايس في المنطقة الجنوبية الشرقية من البرازيل.